# Honda C32A
C32A — двигун вироблений компанією Honda.
Встановлювався на автомобілі — Honda Inspire і Honda Saber, а також на Acura Vigor.
Характеристики C32A встановлюваного на Honda Inspire другого покоління (1995 — 1998) :
| Максимальна потужність, к.с. (кВт) при об./хв.          | 210 (154)/5300                              |
| Максимальний крутний момент, кг * м (Н * м) при об./хв. | 30 (294)/4500                               |
| Питома потужність, кг/к.с.                              | 7.14                                        |
| Тип двигуна                                             | Water cooling V-type 6 cylinder OHC24 valve |
| Використовуване паливо                                  | Бензин Premium (АІ-98)                      |
| Витрата палива в режимі 10/15, л/100км                  | 11.1                                        |
| Витрата палива в режимі 60 км/год, л/100км              | 6.5                                         |
| Ступінь стиснення                                       | 10                                          |
| Діаметр поршня, мм                                      | 90                                          |
| Хід поршня, мм                                          | 84                                          |